# Gaston Simounet
Gaston Simounet est un homme politique français né le 19 septembre 1878 à Razac-d'Eymet (Dordogne) et mort le 24 décembre 1944 à Bergerac (Dordogne).

## Biographie
Fils d'instituteur, il est médecin à Bergerac. Maire de Bergerac, il est député de la Dordogne de 1930 à 1936, inscrit au groupe socialiste.
Le 26 avril 1933, à Paris (17e), il épouse le mannequin et actrice Lyne de Souza, Miss France 1932.

## Distinctions
- Croix de guerre 1914-1918
- Chevalier de la Légion d'Honneur au titre du Ministère de la Guerre (arrêté du 11 janvier 1919).
- Officier de la Légion d'Honneur au titre du Ministère de la Guerre (décret du 17 décembre 1933).

## Sources
- « Gaston Simounet », dans le Dictionnaire des parlementaires français (1889-1940), sous la direction de Jean Jolly, PUF, 1960 [détail de l’édition]